# Squatina aculeata
Squatina aculeata és una espècie de peix de la família dels taurons i de l'ordre dels esquatiniformes. Va ser descrit per Cuvier el 1829. Raja osbecki és un sinònim descrit per Johann Walbaum el 1792.
Squatina aculeata és una espècie costanera que habita als vessants més alts de l'Atlàntic oriental tropical, temperat i càlid. Viu sobre o prop del fons marí a profunditats de 30 a 500 m sobre substrats tous.
Aquest tauró a la maduresa pot atènyers fins 120-122 cm de longitud total per als mascles i de 137-143 cm TL per a les femelles. És una espècie vivípara lecitòtrofa, amb dos ovaris i úter funcionals. El seu temps de gestació va ser estimat en un any, amb part probablement entre maig i juliol i amb una periodicitat reproductiva de dos anys.
Són molt susceptibles a les captures accidentals per xarxes d'arrossegamen ja que es troben al fons marí cobert de substrat esperant per emboscar les preses. L'espècie també és capturada accidentalment amb xarxes de tremel i palangres de fons en tota la zona de distribució. Les pertorbacions humanes per la degradació de l'hàbitat i el turisme també són possibles amenaces per al seu hàbitat preferit prop de la costa. Són propensos a l'esgotament per mor de l'hàbitat fragmentat, cosa que podria provocar una baixa taxa d'intercanvi entre poblacions, limitant per tant el potencial de recuperació de les poblacions aïllades. Per això es va catalogar en perill crític a la Llista Vermella de la UICN.
Al llarg de les costes de l'Àfrica Occidental, no hi ha pesqueries dirigides per a aquesta espècie, però es pren com a captura incidental de les principals pesqueries d'arrossegament demersal industrial internacional i xarxes d'enmalle de fons costaners.